# Carl Melchior Bose
Carl Melchior Bose (* 2. September 1681 in Großdölzig; † 22. September 1741 in Merseburg) war Herr auf Benkendorf und Delitz am Berge, Stifts- und Konsistorialrat sowie Domherr und Senior des Hochstifts Merseburg.

## Leben
Er stammt aus dem sächsischen Uradelsgeschlecht von Bose und verzichtete bei der Schreibung seines Namens bewusst auf die Verwendung des Adelsprädikats von. Er ist der Sohn von Carl Hieronymus Bose († 1692). 1702 studierte er an der Universität Frankfurt an der Oder. Er heiratete Charlotte Sophie von Creutz aus dem Hause Teichwolframsdorf. Ihre Söhne waren Carl Wilhelm, Carl Dietrich (* 1730), Carl Ernst (* 1731) und Carl Adolph (* 1732).